# میلیو
مایلیو (به لاتین: Miliou) یک منطقهٔ مسکونی در قبرس است که در ناحیه پافوس واقع شده‌است.

## خصوصیات
مایلیو  ۸۱ نفر جمعیت دارد.